# Мост Айги
Айги (яп. 愛岐大橋 Айги о:хаси, «Большой мост Айги»; название складывается из первых иероглифов названий префектур Айти и Гифу) — ферменный мост через реку Кисо, соединяющий город Конан префектуры Айти с городом Какамигахара префектуры Гифу, Япония. Длина моста составляет 610,4 м, ширина (включая тротуар) 8,1 м. Мост был открыт в 1930 году для пешеходного движения и в 1969 году для автомобильного.
Мост был показан в фильме Эйдзи Окуды «Долгая прогулка» (яп. 長い散歩), представленном на Монреальском кинофестивале в 2006 году.